# 오히로촌
오히로촌(大広村)은 효고현 서부, 사요군에 존재했던 촌이다.
1951년, 미카즈키정과 합병해 새로운 미카즈키정이 되었기 때문에 소멸하였다.

## 역사
- 1889년 4월 1일 - 정촌제 시행에 수반해 사요군 오히로촌이 성립하였다.
- 1955년 3월 31일 - 미카즈키정과 합병해 새롭게 미카즈키정이 되었기 때문에 소멸하였다.

## 교통

### 철도
현재는 구촌지역에 일본국유철도 기신선이 지나가지만 역은 소재하지 않았다.

### 도로
- 국도 179호선